# Акт об исключении китайцев
Акт об исключении китайцев (1882—1943 годы, англ. Chinese Exclusion Act) — особый закон Конгресса США, изданный 6 мая 1882 года в ответ на массовую иммиграцию китайцев на Запад страны. Первый и единственный официальный закон в истории США, направленный против представителей конкретной национальности (остальные дискриминационные законы этой страны касались рас в целом). Закон запретил любую китайскую иммиграцию, а также натурализацию уже проживающих в США китайцев (хотя родившиеся в США дети китайцев уже считались гражданами согласно конституционной поправке 1868 года). Изначально действие закона должно было распространиться на 10 лет, однако он действовал до 1943 года. К 1917 году подобные ограничения были распространены на выходцев из Азии в целом.

## История
Первые китайцы в США появились ещё в 1840-х годах, сразу после захвата у Мексики её бывших северных территорий, на которых началась Калифорнийская золотая лихорадка 1848 года. Пока золота было много, к китайцам, проживавшим в отдельных чайнатаунах, относились терпимо, но когда его запасы иссякли, терпимость начала улетучиваться. Ситуацию спасала лишь относительная малочисленность как китайских, так и белых переселенцев.
В 1860-х годах китайских наёмных рабочих кули привлекают железнодорожные компании США. С окончанием Гражданской войны в США начался особенно интенсивный приток контрактных рабочих из Китая и некоторых других азиатских стран (в основном Японии и Кореи). К 1880-му более чем 200 тыс. китайцев осели в Калифорнии, составив почти 10 % её населения. Всего за 10 лет, между 1871 и 1880 годами, в страну прибыл 123 201 китаец, между 1881 и 1890 годами — 61 711 китайцев. Конкуренция на рынке труда обострилась, заработная плата упала. Кроме того, китайцев, среди которых явно преобладали мужчины, начали подозревать в чрезмерном внимании к белым женщинам, хотя половые связи с негритянками, индианками и мексиканками им не возбранялись. Когда доля иммигрантов европейского происхождения упала ниже 50 %, были введены жёсткие ограничения: 6 мая 1882 года Конгресс принял Акт об исключении китайцев, который в своём первоначальном варианте на 10 лет запретил любую китайскую иммиграцию и натурализацию китайцев, которые уже были резидентами, то есть постоянными жителями Соединённых Штатов.

## Последствия
Несмотря на то, что Акт об исключении китайцев 1882 года и приостановил их иммиграцию на десять лет, на западе США уже находились около 200 тысяч рабочих из Китая, приехавших туда до этого постановления. Некоторые из них уже успели обзавестись потомством. Страх перед так называемой жёлтой опасностью и быстро растущим количеством китайцев вызывал постоянные стычки на расовой, этнической и языковой почве. Не последнюю роль в этом сыграли компактные поселения китайцев со специфической едой, непонятными иероглифами и экзотичный внешний вид китайцев того времени: мужчины надевали восточные халаты, широкополые шляпы, сандалии, носили длинные усы, бороды и волосы, заплетённые в косички. 2 сентября 1885 года территория Вайоминг получила печальную известность не только постоянным преследованием индейцев, но и кровавой расправы белых над китайцами в Рок-Спрингсе, которая произошла из-за интенсивной конкуренции между двумя группами на узкоспециализированном рынке труда.